# Сентенера
Сентенера (ісп. Centenera) — муніципалітет в Іспанії, у складі автономної спільноти Кастилія-Ла-Манча, у провінції Гвадалахара. Населення — 111 осіб (2010).
Муніципалітет розташований на відстані близько 60 км на північний схід від Мадрида, 9 км на схід від Гвадалахари.

## Демографія
Динаміка населення (INE ):

## Галерея зображень

Розташування муніципалітету у провінції Гвадалахара